# A450高速公路
A450高速公路是法国的一条高速公路，始于皮埃尔- Benite，终于布莱顿，与A7高速相连。A450在布莱顿与386国道相连，为东西走向。该高速全线位于罗纳-阿尔卑斯大区，全长9千米，南部3千米为2×1的车道，其余路段为2×2车道。